# Amsterdam School of Communications Research
De Amsterdam School of Communication Research (ASCoR) is het onderzoeksinstituut van de afdeling Communicatiewetenschap aan de Universiteit van Amsterdam. ASCoR bestaat sinds 1997 en vierde in 2007 haar tienjarig bestaan. Aan ASCoR zijn meer dan vijftig onderzoekers en dertig promovendi verbonden, die onderzoek doen naar verschillende communicatiewetenschappelijke thema's. ASCoR is het grootste onderzoeksinstituut op dit gebied in Europa. ASCoR is penvoerder van de nationale onderzoeksschool voor Communicatiewetenschap NESCoR.